# Abdus Sattar
Abdus Sattar (1906-1985) foi presidente do Bangladesh de 1981 a 1982.
Depois que Ziaur Rahman tornou-se presidente, após um golpe de Estado e do assassinato do primeiro-ministro Sheikh Mujibur Rahman, ele estabeleceu um governo. Abdus Sattar foi nomeado como ministro da Lei e dos Assuntos Parlamentares, em 1977.
Após o assassinato de Zia em maio de 1981, Sattar foi eleito presidente em novembro do mesmo ano, quando eleições foram realizadas. Entretanto, seria deposto por um golpe de Estado sem derramamento de sangue liderado pelo chefe do Exército, Hossain Mohammad Ershad, em 24 de março de 1982.
Faleceu em Daca em 5 de outubro de 1985.
| Cargos políticos           | Cargos políticos                   | Cargos políticos                         |
| -------------------------- | ---------------------------------- | ---------------------------------------- |
| Precedido por Ziaur Rahman | Presidente do Bangladesh 1981–1982 | Sucedido por A.F.M. Ahsanuddin Chowdhury |